# Stade Lemon Gas Hiratsuka
Le Stade Lemon Gas Hiratsuka (レモンガス平塚スタジアム) est un stade multifonction, situé à Hiratsuka, dans la Préfecture de Kanagawa  au Japon.
Érigé en mars 1987, il accueille les matchs à domicile du club de football de Shonan Bellmare. Sa capacité est de 15 380 places.

## Galerie

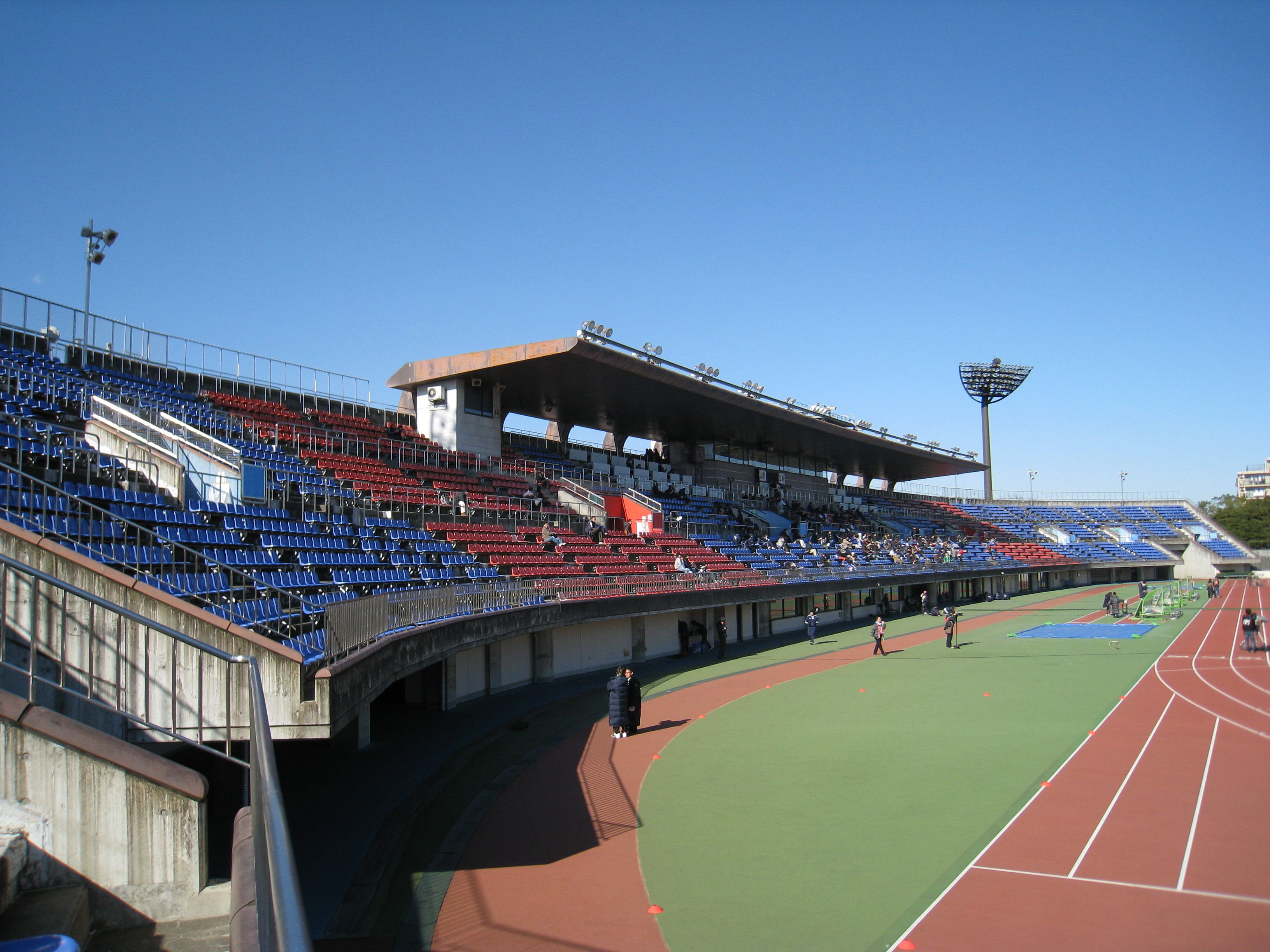
Tribune principale
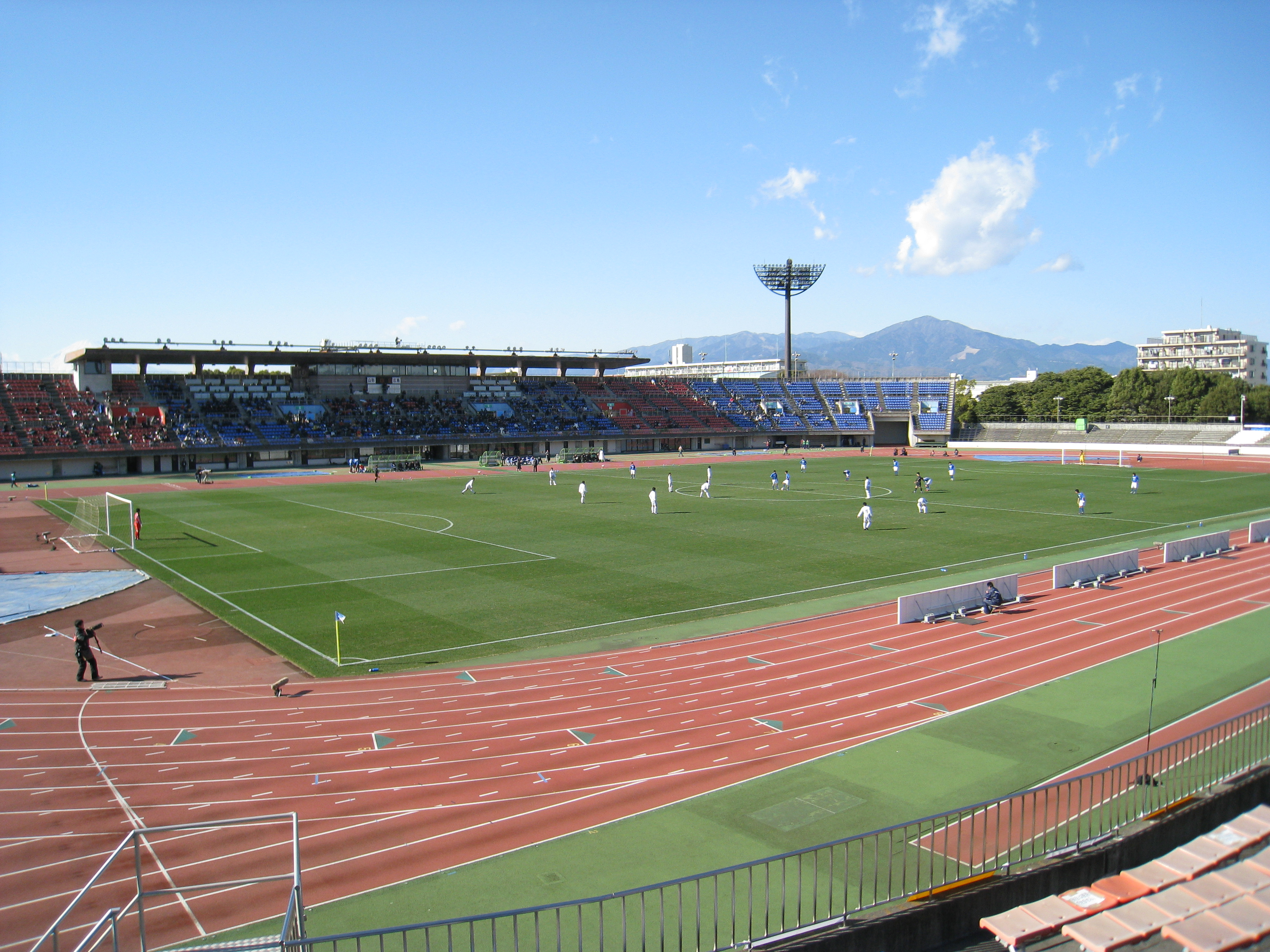
Tribune principale
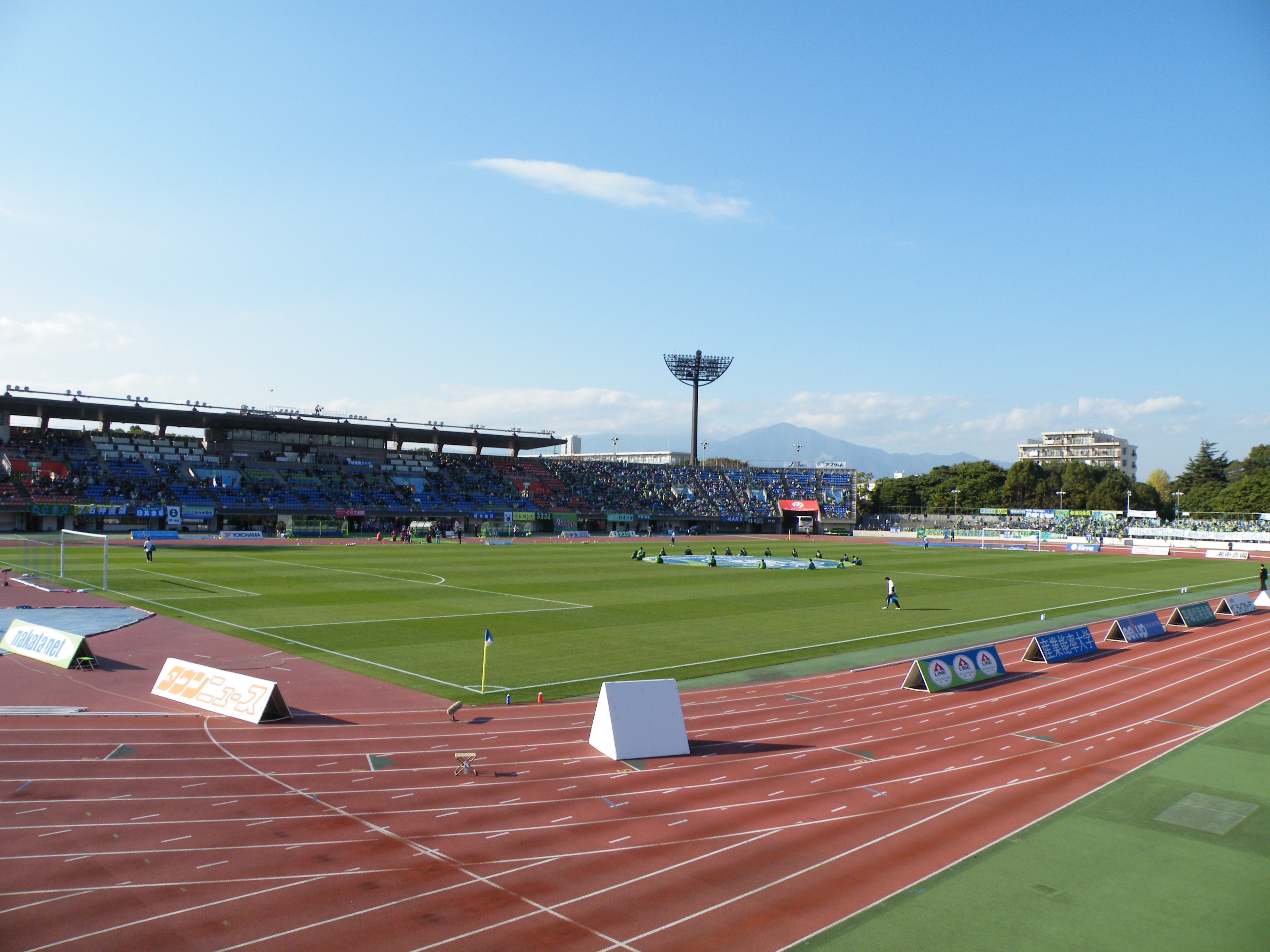
Tribune principale
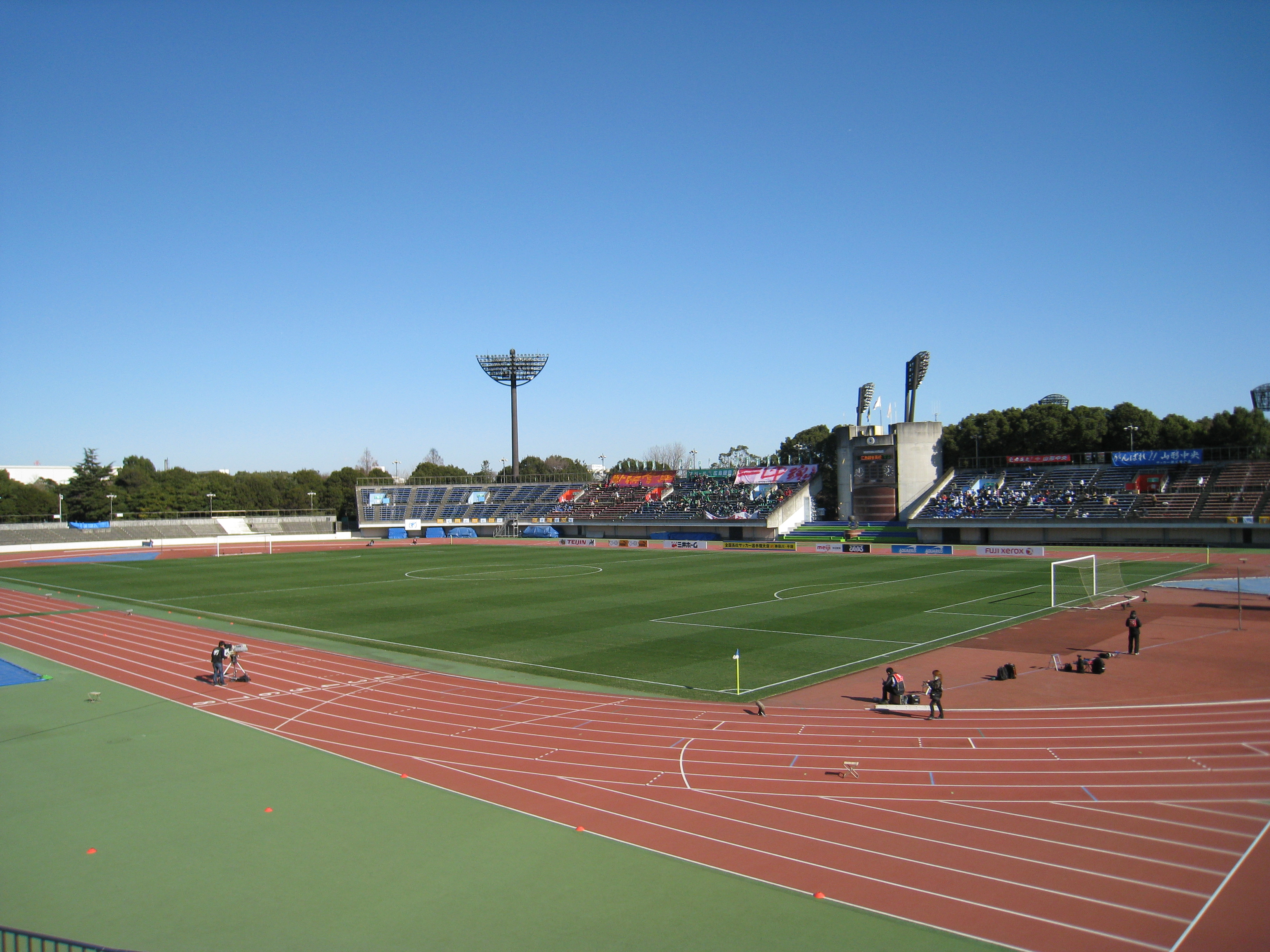
Vue depuis la tribune principale
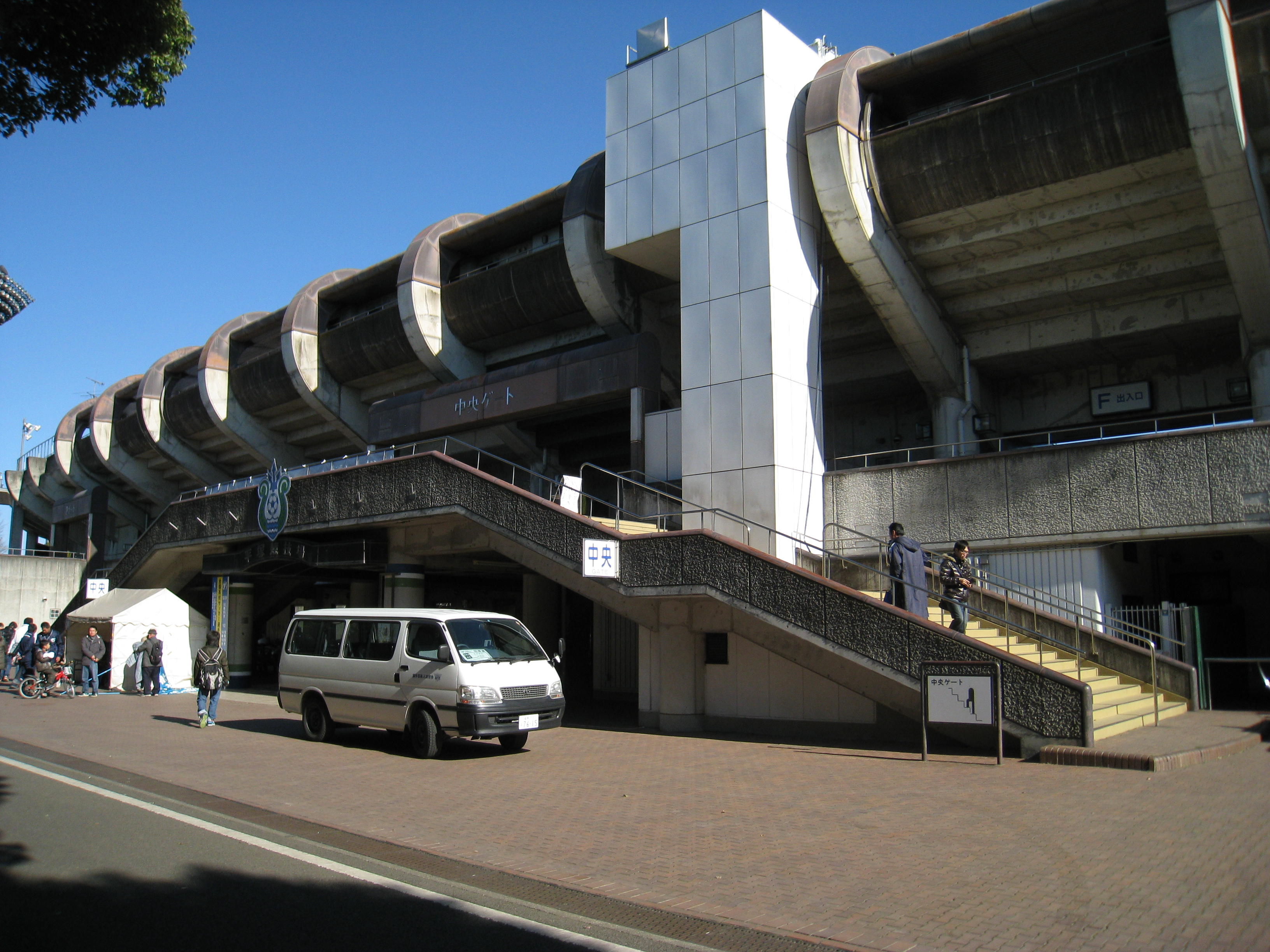
Vue extérieur
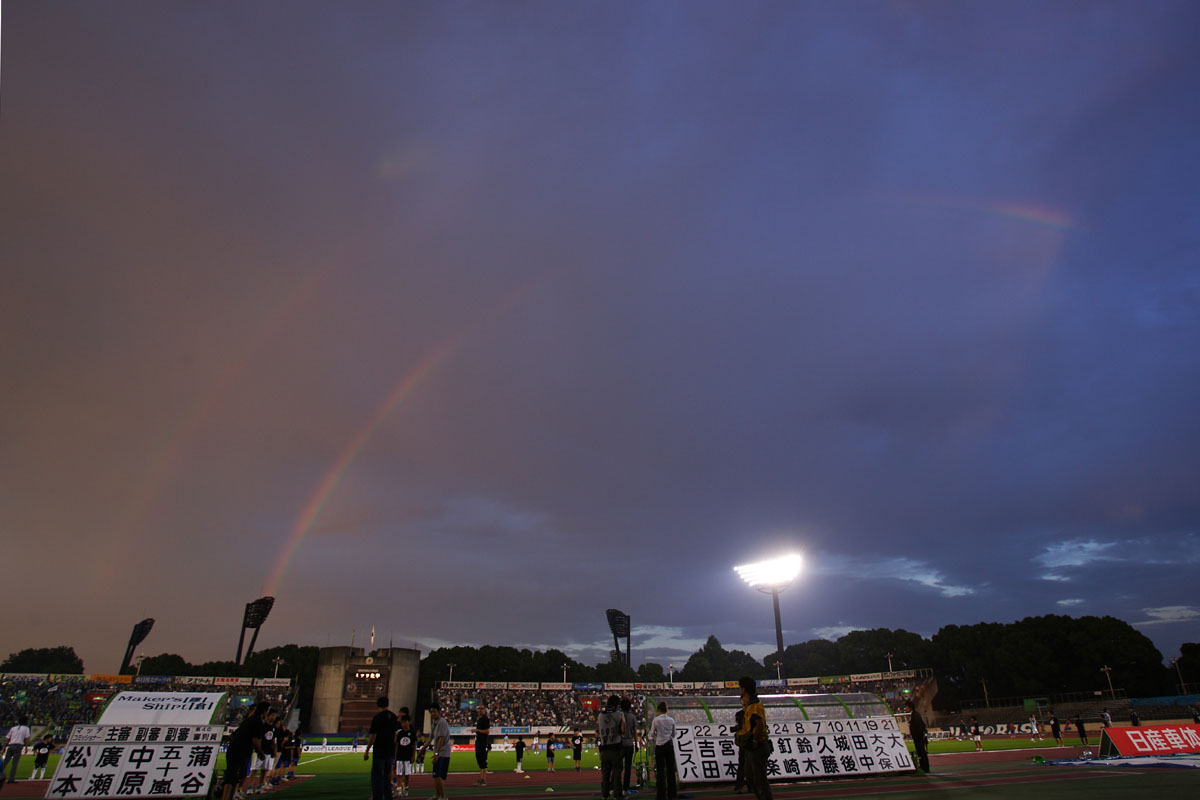
Arc-en-ciel au-dessus du stade
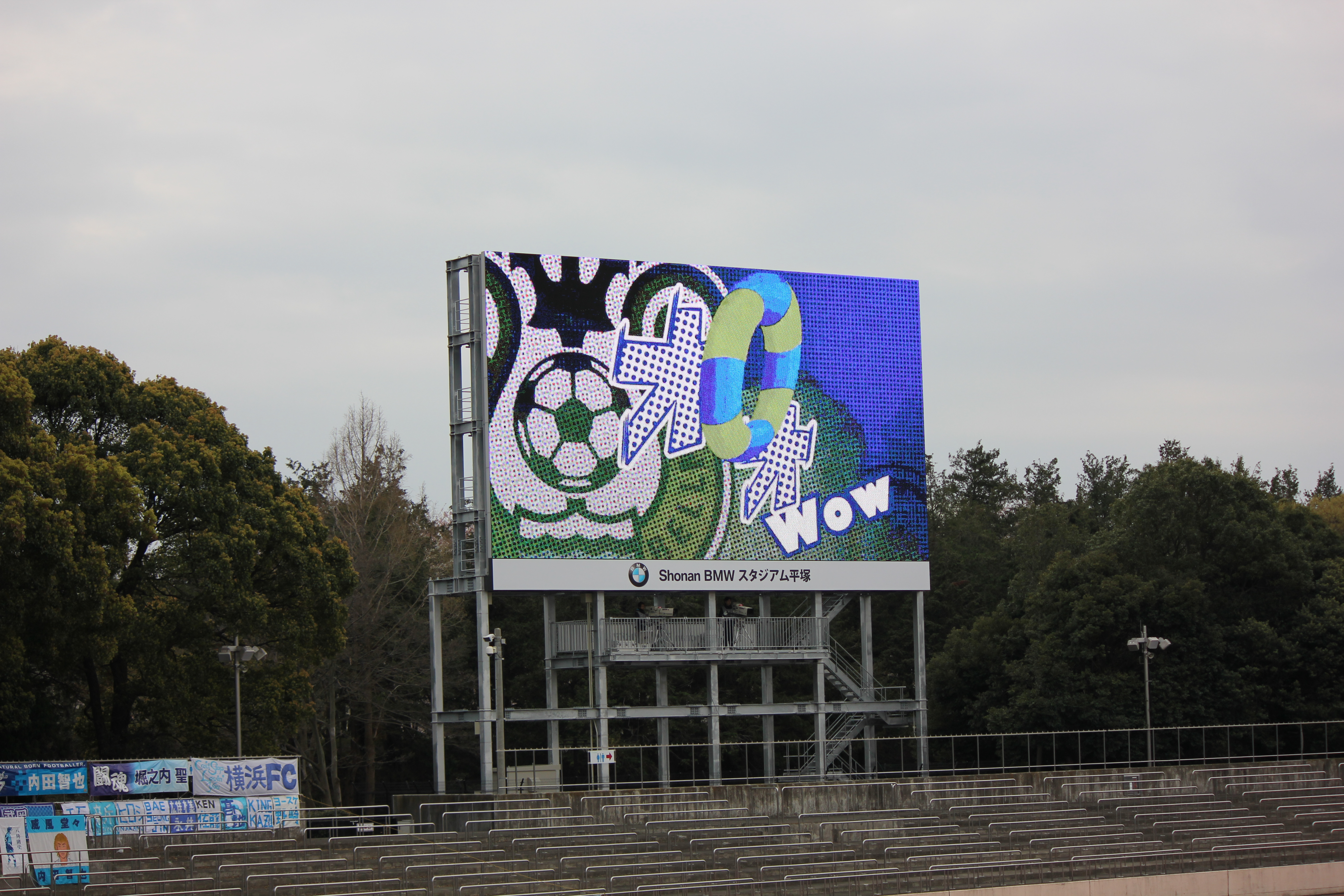
Equipement vidéo